# Tolete

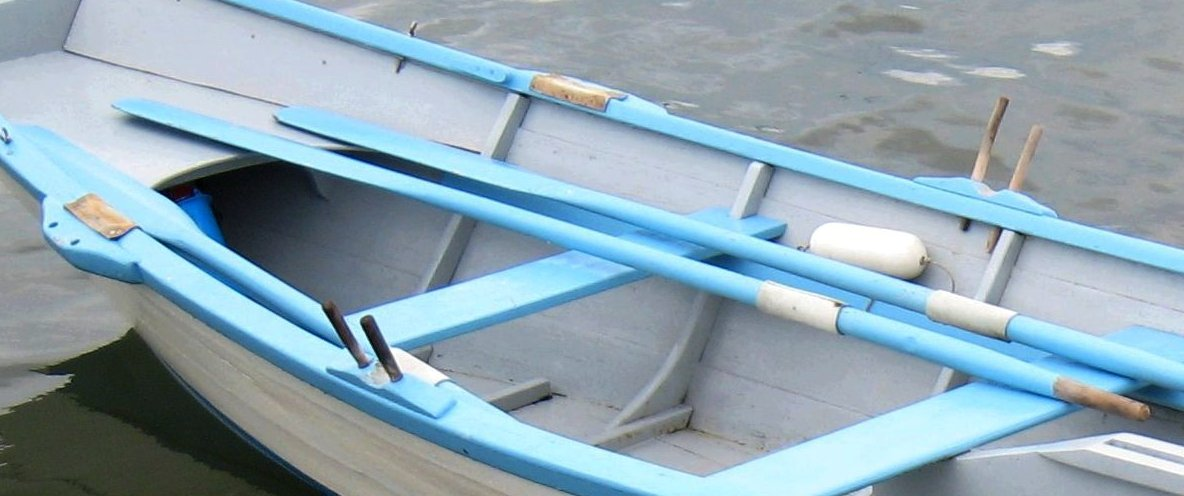
Toletes en un doris.

En náutica, los toletes (escálamo, escalmo) de una embarcación menor, son un par de palitos de madera dura o metal que se introducen y ajustan a golpe de mazo en barrenos (agujeros) hechos al propósito en la regala. Sirve junto a la chumacera de punto de apoyo a los remos. (fr. Tolet; ing. Thole; it. Scalamo).

## Etimología
El tolete, igualmente llamado escálamo, y escalmo, según Terr., Tab. y Valb.; gavilán, y antiguamente estaca, según otros.
1. Terr.: Terreros (Diccionario Castellano)
2. Tab.: Taboada (Núñez) = Diccionario español-francés y viceversa
3. Valb.: Valbuena (Diccionario latino-español)

## Descripción
El claro o hueco que se forma entre estos toletes se llama toletera (escalamera).
No se debe confundir con el verdadero escálamo (estaca), pues este es una horquilla (un solo palito que se divide en dos) y tiene su origen en un palito con estrobo (que funcionaba como anillo para introducir el remo en él).